# NGC 2479
NGC 2479 is een open sterrenhoop in het sterrenbeeld Achtersteven. Het hemelobject werd op 4 maart 1790 ontdekt door de Duits-Britse astronoom William Herschel.

## Synoniemen
- OCL 623
- ESO 561-SC1